# Среди рассыпанных смертей
Среди́ рассы́панных смерте́й (азерб. Səpələnmiş ölümlər arasında) — совместная работа кинематографистов из Азербайджана, Мексики и США, фильм азербайджанского режиссера Хилала Байдарова. Первый трейлер вышел 17 августа 2020 года.

## Создатели фильма
Авторы сценария
- Рашад Сафар
- Хилал Байдаров

Исполнительные продюсеры
- Денни Гловер
- Сусан Рокфеллер

Композитор
- Кянан Рустамли

Производители
- Карлос Рейгас
- Джослин Барнеса,

### В ролях
- Орхан Искендерли
- Рена Аскерова
- Марьям Нагиева
- Мурват Абдулазизов
- Кямран Гусейнов
- Гусейн Насиров
- Кюбра Шукюрова
- Нармин Гасанова
- Октай Намазов
- Парвиз Исагов
- Гюльназ Исмаилова
- Гюляра Гусейнова
- Самир Аббасов[3][4]

## Фестивали
Картина была включена в основную конкурсную программу 77-го Венецианского кинофестиваля. Фильм участвовал в основной конкурсной программе кинофестиваля «Евразийский мост».